# Стросс-Кан, Доминик
Домини́к Гасто́н Андре Стросс-Кан (фр. Dominique Gaston André Strauss-Kahn [dɔmiˈnik stʁos kan]; 25 апреля 1949, Нёйи-сюр-Сен, Франция) — французский политик, экономист, член Социалистической партии. Профессор Парижского института политических исследований и Высшей школы коммерческих исследований. Министр промышленности (1991—1993) в кабинетах Эдит Крессон и Пьера Береговуа и министр экономики, финансов и индустрии (1997—1999) в кабинете Лионеля Жоспена. C 28 сентября 2007 года по 18 мая 2011 года директор-распорядитель Международного валютного фонда. Доминика Стросс-Кана часто называют DSK по его инициалам.

## Биография
Родился 25 апреля 1949 года в еврейской семье в пригороде Парижа Нёйи-сюр-Сен. Отец Жильберт Стросс-Кан (1888—1992) — юрист, специалист по налоговому законодательству, посвящён в ложу Великого Востока Франции. Мать, Жаклин Феллюс (1919—2006), журналистка. Доминик часть детства провёл в Марокко и Монако. Изучал экономику и политику в Парижском институте политических исследований, где получил научные степени по общественному праву и экономике. В 1977 году стал профессором экономики. Работал в Университете Нанси II (1977—1980), в Университете Париж X — Нантер (1981—1991).

### Начало политической карьеры
Во время работы в «Центре социалистического обучения, исследования и образования» под руководством Жан-Пьер Шевенмана Стросс-Кан подружился с Лионелем Жоспеном. После избрания Франсуа Миттерана президентом в 1981 году Стросс-Кан стал активно участвовать в деятельности Социалистической партии, которой руководил в то время Лионель Жоспен, где организовал секцию «Социализм и иудаизм». В том же году его назначили в плановую комиссию партии. В 1986 году впервые был избран депутатом Национального собрания, где стал известен своими жаркими спорами с тогдашним министром финансов Пьером Береговуа.

### Министр промышленности
В 1991 году Стросс-Кан стал министром промышленности в правительстве Эдит Крессон и сохранил позицию в следующем кабинете Пьера Береговуа до падения кабинета после разгромного поражения левых на выборах 1993 года.
После поражения СПФ на выборах Стросс-Кан возглавлял группу экспертов СПФ, созданную Клодом Аллегром и поддержанную бывшим премьер-министром Мишелем Рокаром. В 1994 году директор Renault Раймон Леви пригласил его в промышленную группу — французское индустриальное лобби в Брюсселе, в которой Стросс-Кан работал вначале генеральным секретарём, а позже вице-президентом.
Кроме этого в 1993 году Стросс-Кан основал юридическую фирму «DSK Consultants» и работал бизнес-юристом. В 1995 году он был избран мэром Сарселя и женился на тележурналистке Анн Синклер.

### Министр экономики, финансов и промышленности
В 1997 году после победы социалистов на выборах премьер-министр Лионель Жоспен назначил Доминика Стросс-Кана министром экономики, финансов и промышленности, сделав его одним из наиболее влиятельных министров правительства.
Стросс-Кан начал широкую кампанию приватизации (например, Франс Телеком), ввёл политику дерегуляции для поддержки сектора R&D. В результате его деятельности французская экономика достигла хороших показателей в увеличении ВВП, занятости и снижения государственного долга. Это повысило его авторитет и поддержку, сделав лидером реформаторской группы «Социализм и демократия». Однако, он не смог помешать введению 35-часовой рабочей недели, предложенной министром социальной политики Мартин Обри.
В 1999 году он оказался вовлечён в несколько финансовых скандалов и подал в отставку. Позже был полностью оправдан от всех обвинений.

### Возобновление политической деятельности
В 2002 году был переизбран депутатом Национального собрания от СПФ. Он является лидером группы «Социализм и демократия» в СПФ, которая представляет собой крыло СПФ, ориентированную на рыночную экономику. В 2006 году пытался выдвинуть свою кандидатуру на пост президента Франции от Социалистической партии, но члены партии избрали кандидатом Сеголен Руаяль.

### Глава Международного валютного фонда
В июле 2007 года президент Франции Николя Саркози предложил кандидатуру Стросс-Кана на пост директора-распорядителя Международного валютного фонда. В СМИ эта инициатива была связана с желанием Саркози ослабить СПФ — основную оппозиционную политическую партию — после ухода из французской политики одного из её лидеров (ранее ещё один известный социалист, Бернар Кушнер, стал министром иностранных дел в голлистском правительстве, несмотря на критику этого шага со стороны руководства СПФ). Впрочем, и сам Стросс-Кан был не против своего перехода на влиятельную должность международного масштаба.
10 июля 2007 года министры экономики и финансов стран Евросоюза на саммите в Брюсселе решили выставить Стросс-Кана единым кандидатом от ЕС на пост главы МВФ. По традиции эту должность занимает представитель Европы. 28 сентября 2007 года был избран директором-распорядителем МВФ.
18 мая (19 мая по европейскому времени) 2011 года подал в отставку после ареста 14 мая в Нью-Йорке по обвинению в попытке изнасилования горничной в гостинице (подробнее см. ниже), до окончания срока его полномочий главы МВФ оставалось два месяца.

### После отставки
Если во время выборов 2006 года популярность Стросс-Кана в партии и стране была сравнительно низка, то работа на посту распорядителя МВФ сделала его спустя несколько лет одной из самых известных фигур не только в стране, но и в мире, что могло позволить ему с успехом выставить свою кандидатуру от СПФ на пост президента Франции в 2012 году. Сексуальные скандалы помешали ему это сделать.
18 октября 2013 Стросс-Кан занял место председателя совета директоров банка Anatevka из Люксембурга, с его приходом организация сменила название на «Лейн, Стросс-Кан и партнёры».
C 1 февраля 2016 года стал независимым членом наблюдательного совета украинского банка «Кредит Днепр», подконтрольного украинскому миллиардеру Виктору Пинчуку.

## Политическая позиция
3 апреля 2011 года на ежегодном заседании МВФ и Всемирного банка Доминик Стросс-Кан выступил с концептуальной полуторачасовой речью, которая произвела эффект разорвавшейся бомбы. В ней он заявил, что «Вашингтонский консенсус с его упрощёнными экономическими представлениями и рецептами рухнул во время кризиса мировой экономики и остался позади». В Вашингтоне и Москве придание огласке причин кризиса и речь в целом расценили, как вызов. Стросс-Кан заявил, что именно выполнение правил Вашингтонского консенсуса, среди которых стремление к безответственным бюджетным расходам и, как следствие, высокого бюджетного дефицита, низкому экономическому росту, государственному участию в экономике, контролю со стороны правительств за финансовыми рынками, печатным станкам Центральных банков и высоким налогам привели к мировому финансово-экономическому кризису. С точки зрения Стросс-Кана, для преодоления неопределённости посткризисного мира необходимо вернуться к принципам экономической политики свободного рынка как для мирового сообщества, так и для каждого отдельного государства.

## Личная жизнь
Впервые женился в 1967 году на Элен Дюма, родившей ему троих детей. В 1984 году женился на Бригитте Гиллеметт, матери его четвёртой дочери.
20 лет прожил с журналисткой Анн Синклер. Во время скандала с обвинениями в изнасиловании горничной в Нью-Йорке и разбирательством по поводу сутенёрства Синклер публично оправдывала своего мужа, но затем заявила, что получила информацию о недостойных методах воздействия на свидетелей. В 2012 году брак был расторгнут. После развода выяснилось, что у политика есть внебрачный ребёнок, родившийся в 2010 году.
В октябре 2017 женился на 49-летней Мириам Л’Ауфир, хозяйке небольшого мультимедийного агентства.

## Сексуальные скандалы

### Связь с подчинённой, 2008 год
В октябре 2008 г. было начато расследование из-за того, что уволившаяся из МВФ сотрудница, бывшая любовницей Стросс-Кана, получила необычайно щедрое выходное пособие. В электронном письме работникам МВФ Стросс-Кан выразил сожаление по поводу этой ситуации и назвал связь с сотрудницей ошибкой со своей стороны.
Бернар Кушнер: «Всё это произошло исключительно не вовремя. Кроме того, я задаю себе вопрос: почему всё это всплыло именно сейчас, когда Доминик Стросс-Кан нам так нужен? Думаю, здесь есть какой-то умысел»
.

### Обвинение в домогательствах к служащей отеля в Нью-Йорке
Вскоре после своего выступления 14 мая 2011 года был снят с рейса и арестован в Нью-Йорке по обвинению в сексуальных домогательствах к служащей отеля 32-летней уроженке Гвинеи Нафиссатоу Диалло (Nafissatou Diallo), но затем был выпущен под залог в 1 миллион долларов и переведён под домашний арест. Примечательно, что в попытке выпуска под залог до его отставки было отказано.
2 июля 2011 г. нью-йоркский суд освободил Стросс-Кана из-под домашнего ареста в связи с новыми обстоятельствами дела: к прокуратуре попали материалы, которые доказывают, что горничная отеля «Софитель» лгала следователям об обстоятельствах переезда в США, что вызвало недоверие к ней следователей и подозрения о том, что она все подстроила. Уголовное дело было прекращено. Тем не менее горничная и Стросс-Кан предъявили друг другу гражданские иски. Мировое соглашение между ними было заключено лишь в декабре 2012 года.

### Дело о сутенёрстве
В феврале 2012 года Стросс-Кан был задержан во Франции по делу о сутенёрстве. По версии следствия, политик был причастен к созданию преступной сети, поставлявшей проституток из отеля Carlton в Лилле на различные мероприятия и, в частности, на секс-вечеринки для высокопоставленных лиц. Адвокаты Стросс-Кана утверждали, что он не знал, что приходящие на мероприятия женщины занимаются проституцией. Сам обвиняемый, выступая в суде, пояснил, что участвовал в секс-вечеринках для того, чтобы восстанавливать силы после «спасения мира» от финансовых кризисов. 12 июня 2015 суд оправдал Стросс-Кана по делу о сутенёрстве.

## Теории заговора
Существуют теории, объясняющие арест Стросс-Кана желанием помешать ему участвовать в выборах президента Франции. Эти теории достаточно популярны в широких массах интересующихся политикой. Версию о том, что таким образом был устранён потенциальный кандидат в президенты Франции, разделяют 57 % опрошенных институтом CSA. Такой же позиции придерживался и сам Стросс-Кан. Премьер-министр России Владимир Путин предполагал, что секс-скандал был постановкой, устроенной американскими властями.

## Фильмы
- В 2014 году вышел художественный фильм[27] о событиях в жизни Стросс-Кана в 2011 году «Добро пожаловать в Нью-Йорк» (Welcome to New York) производства США и Франции (режиссёр Абель Феррара). Главную роль сыграл Жерар Депардьё. Д. Стросс-Кан пообещал подать в суд на создателей картины за клевету[28].
- 7 декабря 2020 года на Netflix вышел документальный сериал «Номер 2806: обвинение».